# Cheiracanthium apia
Cheiracanthium apia är en spindelart som beskrevs av Norman I. Platnick 1998. Cheiracanthium apia ingår i släktet Cheiracanthium och familjen sporrspindlar.
Artens utbredningsområde är Samoa. Inga underarter finns listade i Catalogue of Life.